# Gymnopapuaia hypopleuralis
Gymnopapuaia hypopleuralis är en tvåvingeart som först beskrevs av Malloch 1925.  Gymnopapuaia hypopleuralis ingår i släktet Gymnopapuaia och familjen husflugor. Inga underarter finns listade i Catalogue of Life.